# Basse-Banio
Basse-Banio é um departamento da província de Nyanga, no Gabão.